# فرانكلين جاي بليسدل
فرانكلين جاي بليسدل (بالإنجليزية: Franklin J. Blaisdell)‏ هو ضابط أمريكي، ولد في 15 سبتمبر 1949.